# The Pharcyde
The Pharcyde è un gruppo musicale alternative hip hop statunitense, originario di Los Angeles e attivo dal 1989.

## Formazione
Attuale
- Imani
- Bootie Brown

Ex membri
- Slimkid3 (Tre Hardson)
- Fatlip

## Discografia
Album in studio
- 1992 - Bizarre Ride II the Pharcyde
- 1995 - Labcabincalifornia
- 2000 - Plain Rap
- 2004 - Humboldt Beginnings

Raccolte
- 2001 - Cydeways: The Best of The Pharcyde
- 2005 - Instrumentals
- 2005 - Sold My Soul: The Remix & Rarity Collection